# Mémorial Benfenati
Le Mémorial Benfenati est une course cycliste italienne disputée autour de Osteria Grande, frazione de la commune de Castel San Pietro Terme en Émilie-Romagne. 
Jusqu'en 2016, l'épreuve est ouverte aux coureurs espoirs (moins de 23 ans) ainsi qu'aux amateurs. Depuis 2017, elle est réservée aux cyclistes de catégorie allievi (moins de 17 ans).

## Palmarès depuis 2005
| Année | Vainqueur          | Deuxième          | Troisième         |
| ----- | ------------------ | ----------------- | ----------------- |
| 2005  | Manuel Belletti    |                   |                   |
| 2006  | Gianpolo Biolo     | Roberto Longo     | Andrea Grendene   |
| 2007  | Gabriele Tassinari | Marco Canola      | Stefano Daniel    |
| 2008  | Rafael Andriato    | Francesco Lasca   | Francesco Kanda   |
| 2009  | Marco Benfatto     | Sonny Colbrelli   | Francesco Lasca   |
| 2010  | Omar Bertazzo      | Marco Benfatto    | Andrei Nechita    |
| 2011  | Andrea Dal Col     | Alessandro Forner | Gianluca Mengardo |
| 2012  | Andrea Peron       | Antonio Viola     | Nicolas Marini    |
| 2013  | Ivan Balykin       | Gianluca Leonardi | Mirco Maestri     |
| 2014  | Giacomo Berlato    | Davide Gomirato   | Gianluca Milani   |
| 2015  | Nicola Genovese    | Michele Viola     | Gianmarco Begnoni |
| 2016  | Francesco Lamon    | Rino Gasparrini   | Gianmarco Begnoni |
| 2017, | Simone Molinaro    | Tommaso Gozzi     | Davide Dapporto   |
| 2018  | Riccardo Sofia     | Filippo Dignani   | Matteo Fiaschi    |
| 2019  | Michael Cattani    | Luca Varroni      | Damiano Bondi     |